# Eugène Desmarest
Pour les articles homonymes, voir Desmarest.
Eugène Anselme Sébastien Léon Desmarest (1816-1890) est un entomologiste français, fils de Anselme Gaëtan Desmarest (1784-1838).

## Œuvres
Il est crédité de 7 travaux et 12 publications.
Eugène Desmarest a collaboré à l'Encyclopédie d'histoire naturelle ou Traité complet de cette science d'après les travaux des naturalistes les plus éminents, dirigée par Jean-Charles Chenu.

## Genres attribuables
- Acentrus (Curculioninae) 1839